# Polybromierte Biphenyle

Polybromierte Biphenyle [PBB-Kongenere]
(m = 0, 1, 2, 3, 4 oder 5;
n= 0, 1, 2, 3, 4 oder 5)

Polybromierte Biphenyle (PBB) sind eine Verbindungsklasse, in der bei einem bicyclischen System mehrere Wasserstoff-Atome durch Brom ersetzt sind. Sie sind durch hohe chemische Stabilität gekennzeichnet, biologisch kaum abbaubar und reichern sich im Fettgewebe an.

## Herstellung
PBB werden durch Bromierung von Biphenyl mittels Aluminiumchlorid (AlCl3) als Katalysator hergestellt.

## Kongenere
PBB besitzen ein Biphenyl-Grundgerüst (zwei über eine Einfachbindung verknüpfte Benzolringe) an dem ein oder mehrere Wasserstoff- durch Bromatome ersetzt sind. Die allgemeine Summenformel lautet somit C12H10−xBrx. Es gibt 209 verschiedene Kongenere, von denen aber nur wenige in kommerziellen Produkten (z. B. Bromadiolon) vorkommen:
| PBB-Homolog                                                                        | CAS-Nummer                                    | Br-Substituenten | Anzahl Kongenere |
| ---------------------------------------------------------------------------------- | --------------------------------------------- | ---------------- | ---------------- |
| Monobrombiphenyl 2-Brombiphenyl 3-Brombiphenyl 4-Brombiphenyl                      | 26264-10-8 2052-07-5 2113-57-7 92-66-0        | 1                | 3                |
| Dibrombiphenyl                                                                     | 27479-65-8 92-86-4 (4,4′-DBBP)                | 2                | 12               |
| Tribrombiphenyl                                                                    | 51202-79-0                                    | 3                | 24               |
| Tetrabrombiphenyl                                                                  | 40088-45-7                                    | 4                | 42               |
| Pentabrombiphenyl                                                                  | 56307-79-0                                    | 5                | 46               |
| Hexabrombiphenyl                                                                   | 36355-01-8                                    | 6                | 42               |
| Heptabrombiphenyl                                                                  | 35194-78-6                                    | 7                | 24               |
| Octabrombiphenyl/ Tetrabrom(tetrabromphenyl)benzol                                 | 27858-07-7                                    | 8                | 12               |
| Nonabrombiphenyl 2,2′,3,3′,4,4′,5,5′,6 2,2′,3,3′,4,4′,5,6,6′ 2,2′,3,3′,4,5,5′,6,6′ | 27753-52-2 69278-62-2 119264-62-9 119264-63-0 | 9                | 3                |
| Decabrombiphenyl                                                                   | 13654-09-6                                    | 10               | 1                |

Die Stoffgruppe der PBB hat die CAS-Nr. 59536-65-1.

## Verwendung
Ihren Einsatz fanden PBB als Flammschutzmittel sowie als Weichmacher in Kunststoffen. Sie dienten als Ersatzstoffe für polychlorierte Biphenyle (PCB).

## Toxikologie
PBB stehen im Verdacht, toxisch und karzinogen sowie leberschädigend zu sein. Außerdem werden toxische Eigenschaften mit Folgen wie Gedächtnis- und Muskelschwäche und Immundefekten vermutet.

## Anwendungsverbote
Seit dem 1. Juli 2006 ist es gemäß dem deutschen Elektro- und Elektronikgerätegesetz (ElektroG vom 16. März 2005) und EU-Verordnung 2002/95/EG (RoHS) verboten, neue Elektro- und Elektronikgeräte in Verkehr zu bringen, die mehr als 0,1 Gewichtsprozent PBB je homogenem Werkstoff enthalten.
In der Schweiz sind Herstellung und Verwendung von PBB gemäß der Chemikalien-Risikoreduktions-Verordnung verboten.
2009 wurde Hexabrombiphenyl zudem in die Anlage A des Stockholmer Übereinkommens aufgenommen, so dass die Herstellung und die Verwendung weltweit seit 2010 verboten ist.

## Externe Links zu erwähnten Verbindungen
1. ↑  Externe Identifikatoren von bzw. Datenbank-Links zu Monobrombiphenyl:  CAS-Nr.: 26264-10-8, Wikidata: Q134082951.
2. ↑  Externe Identifikatoren von bzw. Datenbank-Links zu 2-Brombiphenyl:  CAS-Nr.: 2052-07-5, EG-Nr.: 218-141-3, ECHA-InfoCard: 100.016.493, PubChem: 16329, ChemSpider: 15494, Wikidata: Q27279344.
3. ↑  Externe Identifikatoren von bzw. Datenbank-Links zu Dibrombiphenyl:  CAS-Nr.: 27479-65-8, ECHA-InfoCard: 100.291.705, PubChem: 153878, Wikidata: Q134082973.
4. ↑  Externe Identifikatoren von bzw. Datenbank-Links zu Tribrombiphenyl:  CAS-Nr.: 51202-79-0, ECHA-InfoCard: 100.292.721, PubChem: 182662, Wikidata: Q134082925.
5. ↑  Externe Identifikatoren von bzw. Datenbank-Links zu Tetrabrombiphenyl:  CAS-Nr.: 40088-45-7, ECHA-InfoCard: 100.292.408, PubChem: 38385, Wikidata: Q134083022.
6. ↑  Externe Identifikatoren von bzw. Datenbank-Links zu Pentabrombiphenyl:  CAS-Nr.: 56307-79-0, ECHA-InfoCard: 100.293.338, Wikidata: Q134078109.
7. ↑  Externe Identifikatoren von bzw. Datenbank-Links zu Heptabrombiphenyl:  CAS-Nr.: 35194-78-6, ECHA-InfoCard: 100.292.173, PubChem: 3034399, Wikidata: Q134083041.
8. ↑  Externe Identifikatoren von bzw. Datenbank-Links zu Octabrombiphenyl:  CAS-Nr.: 27858-07-7, EG-Nr.: 248-696-7, ECHA-InfoCard: 100.044.254, PubChem: 3032840, Wikidata: Q133247396.
9. ↑  Externe Identifikatoren von bzw. Datenbank-Links zu Nonabrombiphenyl:  CAS-Nr.: 27753-52-2, EG-Nr.: 248-637-5, ECHA-InfoCard: 100.044.200, Wikidata: Q133463728.
10. ↑  Externe Identifikatoren von bzw. Datenbank-Links zu 2,2′,3,3′,4,4′,5,5′,6-Nonabrombiphenyl:  CAS-Nr.: 69278-62-2, PubChem: 154397, ChemSpider: 136025, Wikidata: Q27289382.
11. ↑  Externe Identifikatoren von bzw. Datenbank-Links zu 2,2′,3,3′,4,4′,5,6,6′-Nonabrombiphenyl:  CAS-Nr.: 119264-62-9, PubChem: 34004, ChemSpider: 31344, Wikidata: Q27255943.
12. ↑  Externe Identifikatoren von bzw. Datenbank-Links zu 2,2′,3,3′,4,5,5′,6,6′-Nonabrombiphenyl:  CAS-Nr.: 119264-63-0, PubChem: 153897, ChemSpider: 135637, Wikidata: Q27273234.